# Maleri (eksperimentalfilm)
|  | Denne artikel er oprettet af botten Steenthbot ud fra en ekstern database. Den kan derfor have sproglige fejl eller mangler. Denne skabelon kan fjernes efter kontrol af indholdet. |

Maleri er en dansk eksperimentalfilm fra 1986 instrueret af Laurie Grundt.

## Handling
Maleri består af form og indhold. Filmen viser 100 malerier, hvor Laurie Grundt fortæller om historierne knyttet til de enkelte billeder.